# Nunriding
Nunriding eller Nunridge var en civil parish 1866–1955 när det uppgick i Meldon, i grevskapet Northumberland i England. Civil parish var belägen 7 km från Morpeth och hade 20 invånare år 1951.